# Алкохолна ферментация
Алкохолната ферментация е сложен биохимичен процес, предизвикан от специфични организми, наречени дрожди, които разграждат захарите (монозахаридите) до етилов алкохол и въглероден диоксид. При този процес се образуват в малки количества и някои други продукти и се отделя топлина.

## История
Алкохолната ферментация е била известна и използвана в практическата дейност на човека още в дълбока древност. Причините и същността на този процес са станали известни много по-късно.
Древните народи са обяснявали причините за ферментация с божествена сила. Например в митологията на древните египтяни се е твърдяло, че ферментацията се причинявала от бог Озирис, гърците са почитали бог Бакхус и т.н.
Днес химичната и биохимичната същност на ферментационния процес са изяснени от всички страни. Главната заслуга за това има Луи Пастьор, който с многобройни опити доказва, че ферментацията е биологичен процес.

## Причинители
Типични причинители на алкохолната ферментация са дрождите от семейство Saccharommycetaceae. Те са факултативно анаеробни организми, които могат да разграждат различни захари. По-голямо значение от тях имат следните видове:
- Sacch. cerevisiae Това са пивните и хлебните дрожди. Използват се в пивоварството и хлебопроизводството. Образуват до 6% алкохол. В Европа за производството на пиво се използва предимно ечемик, който съдържа много скорбяла. Понеже дрождите не образуват ензима амилаза и могат да ферментират само захари, се налага скорбялата да бъде предварително озахарена.
- Sacch. paradoxus Дрождите от този вид се срещат по повърхността на зрели плодове.
- Sacch. laktis Развиват се в млечни продукти.

Дрождите представляват факултативно анаеробни микроорганизми. При анаеробни условия те ферементират захарите и почти не се размножават.
При достъп на кислород ферментацията отслабва, но за сметка на това се засилват дишането и размножаването. Понякога ферментацията може да се прекрати почти напълно след силно аериране. Потискането на алкохолната ферментация се нарича ефект на Пастьор.
Освен дрождите алкохолна ферментация могат да причиняват и други микроорганизми като плесени и бактерии.

## Химично изразяване
Процесът на алкохолната ферментация може да бъде изразен със сумарното уравнение, дадено от Гей Люсак през 1815 г.
{\displaystyle {\ce {C6H12O6 -> 2C2H5OH + 2CO 2 + 117kJ}}}

## Влияние факторите на средата
Върху жизнената дейност на дрождите влияят редица фактори:
- Достъп на кислород – при добра аерация се активизира размножаването на дрождените клетки, но ферментацията е много слаба. При анаеробни условия се наблюдава обратният ефект – размножаване почти не се наблюдава, но се образува интензивно етилов алкохол.
- Тип на дрождите – количеството на образувания етилов алкохол при ферментация зависи много от наследствените особености на дрождите. Най-ефективно захарите се използват от културните дрожди от род Saccharommycetaceae.
- Влияние на температурата – оптималната температура, при която дрождите се развиват най-добре е 26 – 28 °C. Алкохолна ферментация обаче протича нормално при температура 18 – 35 °C.
- Пряка слънчева светлина – намалява активността на винените дрожди, което се обяснява със задържане на размножаването им.

## Приложение
Алкохолната ферментация лежи в основаната на редица отрасли – пивоварство, винопроизводство, спиртопроизводство и други.
В пивоварството се използват различни раси дрожди. Като суровина се използва ечемик, от който след озахаряване на скорбялата се получава малц, а след това и пивна мъст. В резултат на ферментиране на захарите в пивната мъст и отлежаване при ниска температура се получава бирата.
Във винопроизводството се използват високопроизводителни раси. На ферментация се подлагат захарите, които се съдържат в гроздовия сок.
Спиртът се получава по пътят на алкохолната ферментация от картофи и меласа. Големи количества от търговския спирт се получават също от дървесен хидролизат.
Дрождите в процеса на алкохолната ферментация се използват и за получаване на глицерин. Установено е, че ако във ферментиращата мъст се прибави натриев сулфит (Na2SO3) в определено количество, като главен продукт се получава глицерин вместо етилов алкохол.